# Dilston, Australien
Dilston är en del av en befolkad plats i Australien. Den ligger i kommunen Launceston och delstaten Tasmanien, i den sydöstra delen av landet, omkring 170 kilometer norr om delstatshuvudstaden Hobart.
Runt Dilston är det ganska glesbefolkat, med 40 invånare per kvadratkilometer.. Närmaste större samhälle är Launceston, omkring 14 kilometer sydost om Dilston. 
I omgivningarna runt Dilston växer i huvudsak städsegrön lövskog. Genomsnittlig årsnederbörd är 1 078 millimeter. Den regnigaste månaden är augusti, med i genomsnitt 150 mm nederbörd, och den torraste är januari, med 35 mm nederbörd.